# Julius Thomson
Julius Alexander Thomson (Toronto, 4 settembre 1882 – Kenora, 26 ottobre 1940) è stato un canottiere canadese.
Ha vinto la medaglia di bronzo olimpica nel canottaggio alle Olimpiadi 1908 tenutesi a Londra, nella gara di Otto maschile con Irvine Robertson, Joe Wright, Sr., Walter Lewis, Gordon Balfour, Becher Gale, Charles Riddy, Geoffrey Taylor, Douglas Kertland, a pari merito con la squadra britannica.